# (60621) 2000 FE8
(60621) 2000 FE8 est un transneptunien d'environ 130 km de diamètre découvert le 27 mars 2000, qui possède une orbite excentrique en résonance 2:5 avec Neptune.

## Lune
Comme de nombreux objets de la ceinture de Kuiper, cet objet possède une lune, nommée provisoirement S/2007 (60621) 1, gravitant à 1 180 ± 80 km,.